# Zaporoges
Els Zaporoges foren una branca de cosacs establerts el segle XVI a Zaporòjia, prop de les cascades del Dnièper, fet del qual deriva el seu nom (zaporoges, "més enllà de les cascades del Dnièper").
Durant l'època dels cosacs (segles XV-XVIII), es va formar una nació ucraïnesa separada. I els seus líders són herois nacionals d'Ucraïna.

## Historio

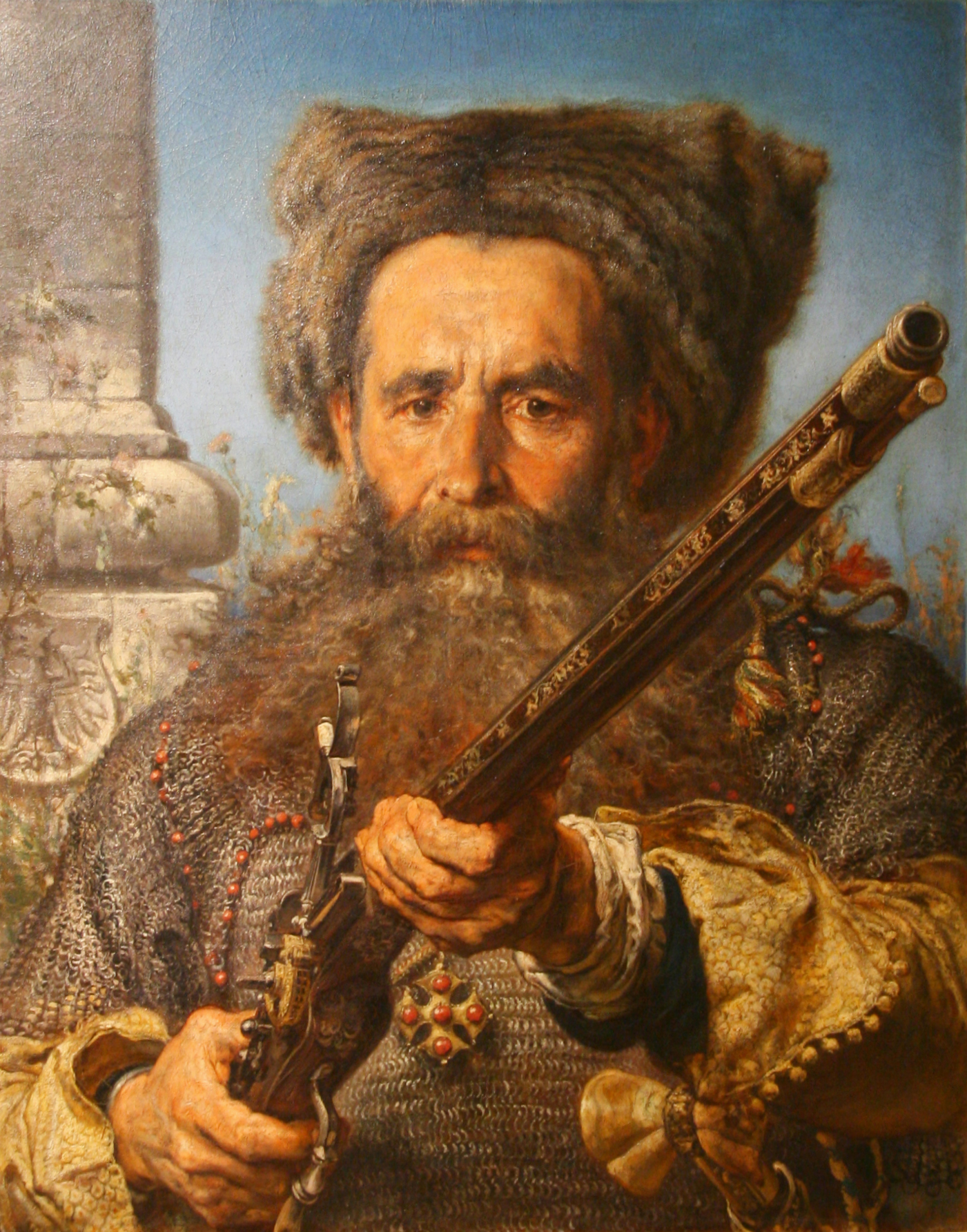
retrat Ostafi Dashkevich

La primera menció escrita dels cosacs ucraïnesos es remunta al 1492, quan van atacar un vaixell turc a la desembocadura del Dnièper per tal d'alliberar captius que havien estat esclavitzats pels turcs. El nombre creixent de l'exèrcit cosac i els seus atacs a les terres del Khanat de Crimea van crear una tensió constant en les relacions entre els prínceps lituans i el Khan (més tard l'Imperi Otomà). El primer líder dels cosacs ucraïnesos va ser Ostafy Dashkevich, l'ancià de Cherkasy, Kaniv i Krychiv.

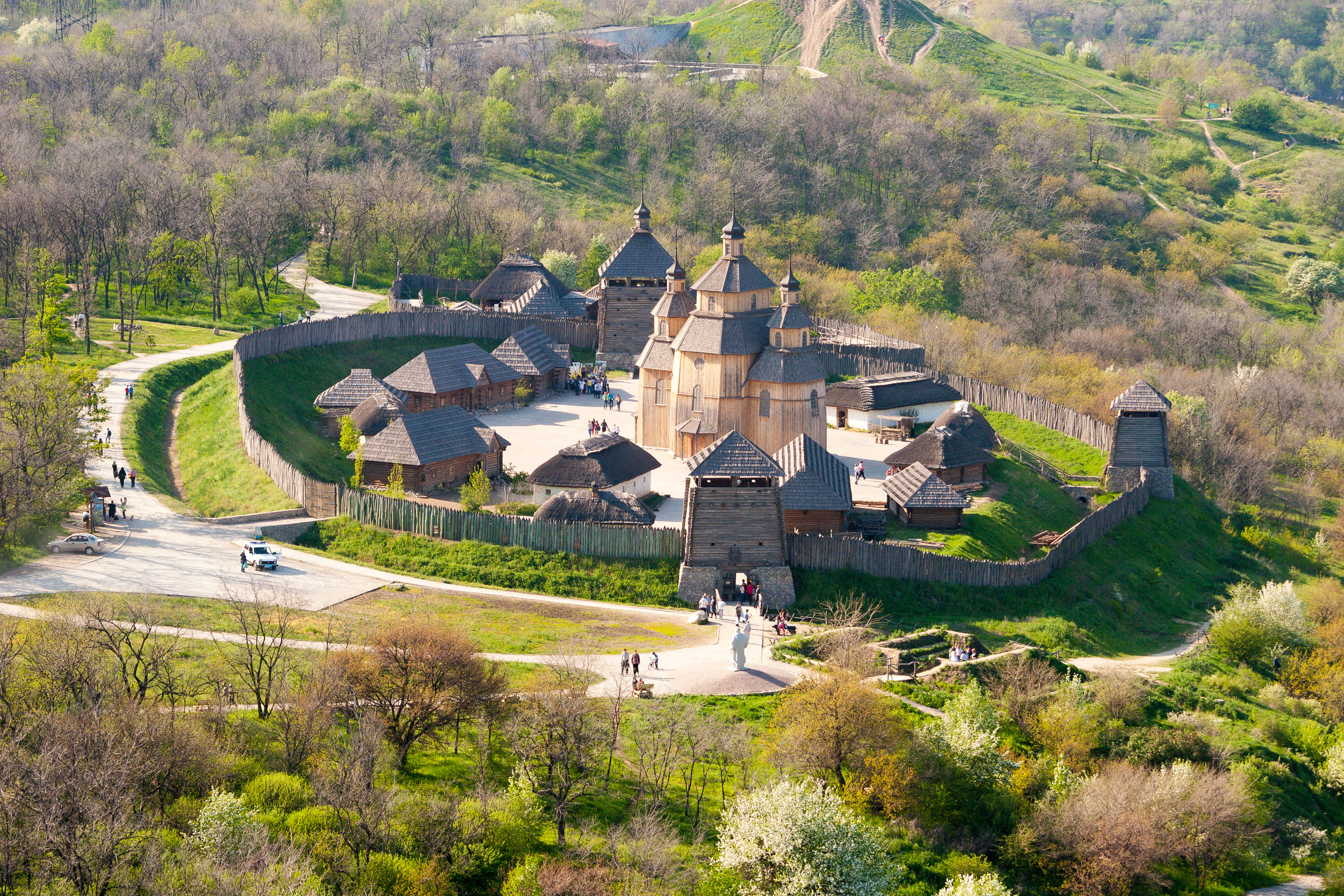
Fortalesa cosaca (reconstrucció moderna)

El 1556, per lluitar contra els nòmades, el magnat Dmytro Vyshnevetsky va fundar el primer cosac Sich (fortalesa) a l'illa de Mala Khortytsia (avui centre de la ciutat de Zaporíjia), la primera menció documental del qual es troba a la Crònica de Martyn Bielski.
Després que, el 1647, el noble polonès Danylo Chaplinsky va atacar la granja de l'hetman Bohdan Khmelnytskyi a Subotiv, durant la qual va torturar el fill petit de Bohdan i va capturar la seva dona, Khmelnytskyi i els seus fills van anar a Sich, els cosacs ucraïnesos van passar al seu costat i van triar. ell com el seu líder. , i a principis de febrer de 1648, van trencar el setge de l'exèrcit polonès prop de Sich i van aixecar l'aixecament cosac més gran de la història. Així va aparèixer l'Hetmanat. Va ser durant aquests temps quan va sorgir una nació ucraïnesa separada.

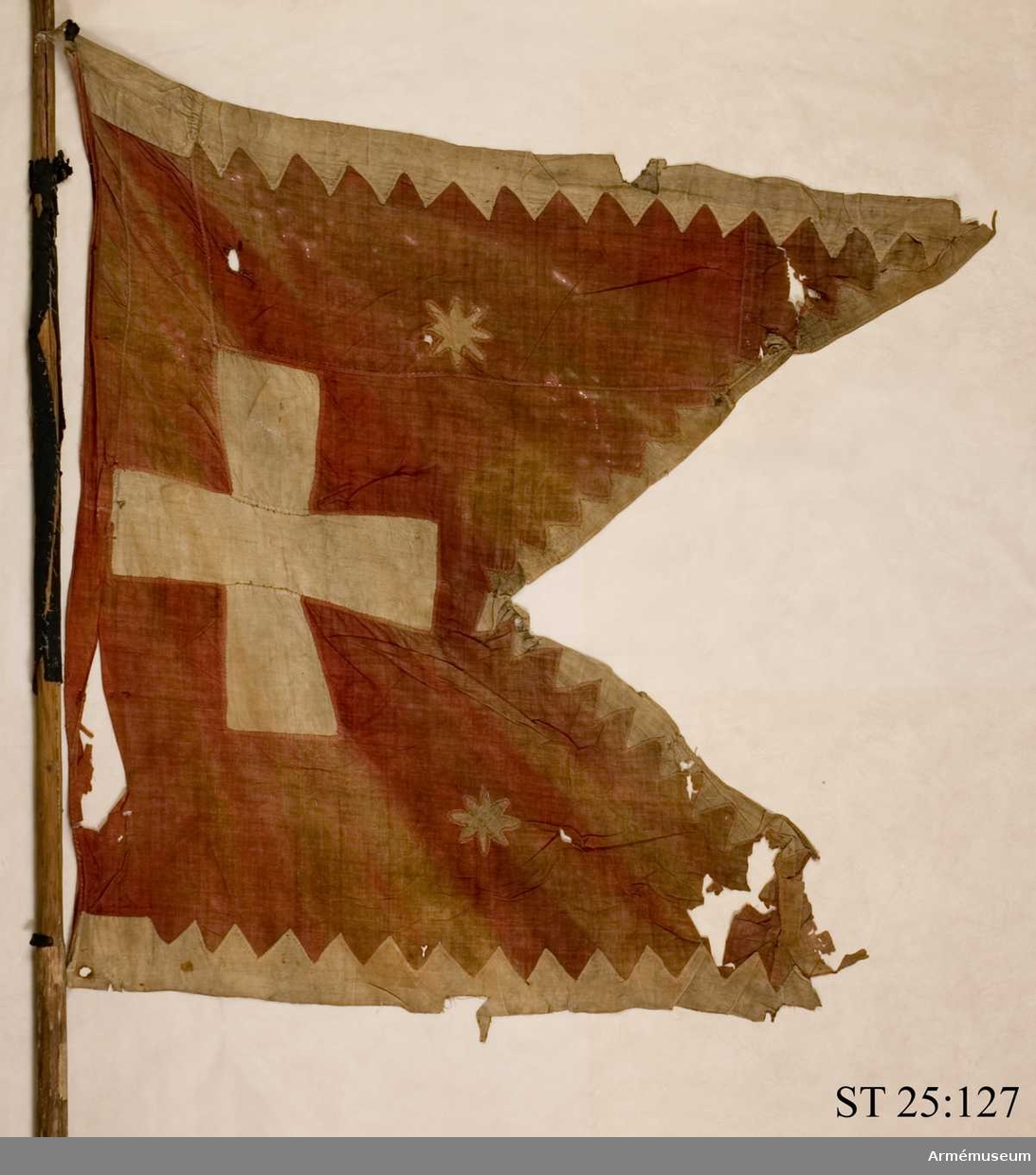
La bandera dels Zaporoges del segle XVII

El període posterior a la mort de Bohdan Khmelnytsky de 1657 a 1687, que va estar marcat per conflictes civils, la divisió del territori al llarg del Dnieper entre la Commonwealth polonesa-lituana, l'estat moscovita i la intervenció turca, es va anomenar "Ruïnes".
L'any 1700, l'exèrcit cosac ucraïnès a la riba dreta del Dnieper, que estava sota el domini dels polonesos, va ser liquidat i, com a resultat, l'hetmanship va continuar existint només a la riba esquerra del Dnièper sota el protectorat de Rússia.
Les autoritats russes enviaven regularment ucraïnesos (cosacs i camperols) a treballs forçats a les profunditats de l'imperi i van intentar destruir els cosacs de Zaporíjia, la qual cosa va provocar la indignació dels ucraïnesos. El 1708, durant la Guerra del Nord, el rei suec i el seu exèrcit van atacar Ucraïna, com a conseqüència de la qual cosa l'hetman Ivan Mazepa va decidir concloure una nova aliança, ja amb Suècia
Hetman va ser recolzat pels cosacs de Zaporíjia. Per això, l'emperador rus Pere I va ordenar la destrucció de l'aleshores capital de Hetmanate Baturyn i Zaporíjia Sich. En la batalla decisiva prop de Poltava el 1709, l'exèrcit suec-ucraïnès va perdre a causa de la desigualtat de forces. Ivan Mazepa, juntament amb Carles XII, es va retirar a les terres de l'Imperi Otomà al llarg del riu Dnièster, a la ciutat de Bendery
Després de la mort de Mazepa el 1711, els cosacs ucraïnesos liderats per Kost Hordienko van escollir Pylyp Orlyk com a nou hetman, que va introduir la primera constitució ucraïnesa, que alguns historiadors consideren la primera constitució d'Europa, segons la qual el poder a Ucraïna estava dividit en tres branques. òrgans de poder: executiu (Consell principal encapçalat pel hetman), legislatiu (Consell principal) i judicial

territori controlat pels cosacs ucraïnesos al segle XVIII (els zaporoges estan marcats en groc)

Després de la mort del cap de l'hetman Skoropadsky el 1722, per ordre de Rússia, Pavlo Polubotko va ser elegit hetman, que va ser aviat enviat a Sant Petersburg, i en el seu lloc, es va crear la Petita Junta Russa, un òrgan executiu format per 6 russos. Però tan bon punt va sorgir una nova amenaça de l'Imperi Otomà el 1727, el col·legi va ser liquidat i Danylo Apostol va ser escollit hetman per tal d'aconseguir el favor dels cosacs ucraïnesos
Polubotko va estar d'acord amb les autoritats russes en punts decisius, segons els quals es va restaurar una relativa autonomia a la part nord-est d'Ucraïna (Hetmanat). Després de la seva mort el 1734, l'emperadriu Anna Ioannivna va fundar el Consell de Govern Hetman (amb 3 representants d'Ucraïna i 3 representants de Rússia), que va funcionar fins al 1750. El cap del Consell el 1740-1741, l'escocès James Francis Edward Keith, va ser ordenat. al rang. com a sant els primers maçons entre els representants dels ancians cosacs ucraïnesos. El 1750, quan l'emperadriu Elizaveta Petrovna va tornar l'hetman al seu estimat Oleksiy Razumovsky, la maça va ser lliurada a un dels primers maçons ucraïnesos i al seu darrer hetman Kyril Razumovsky

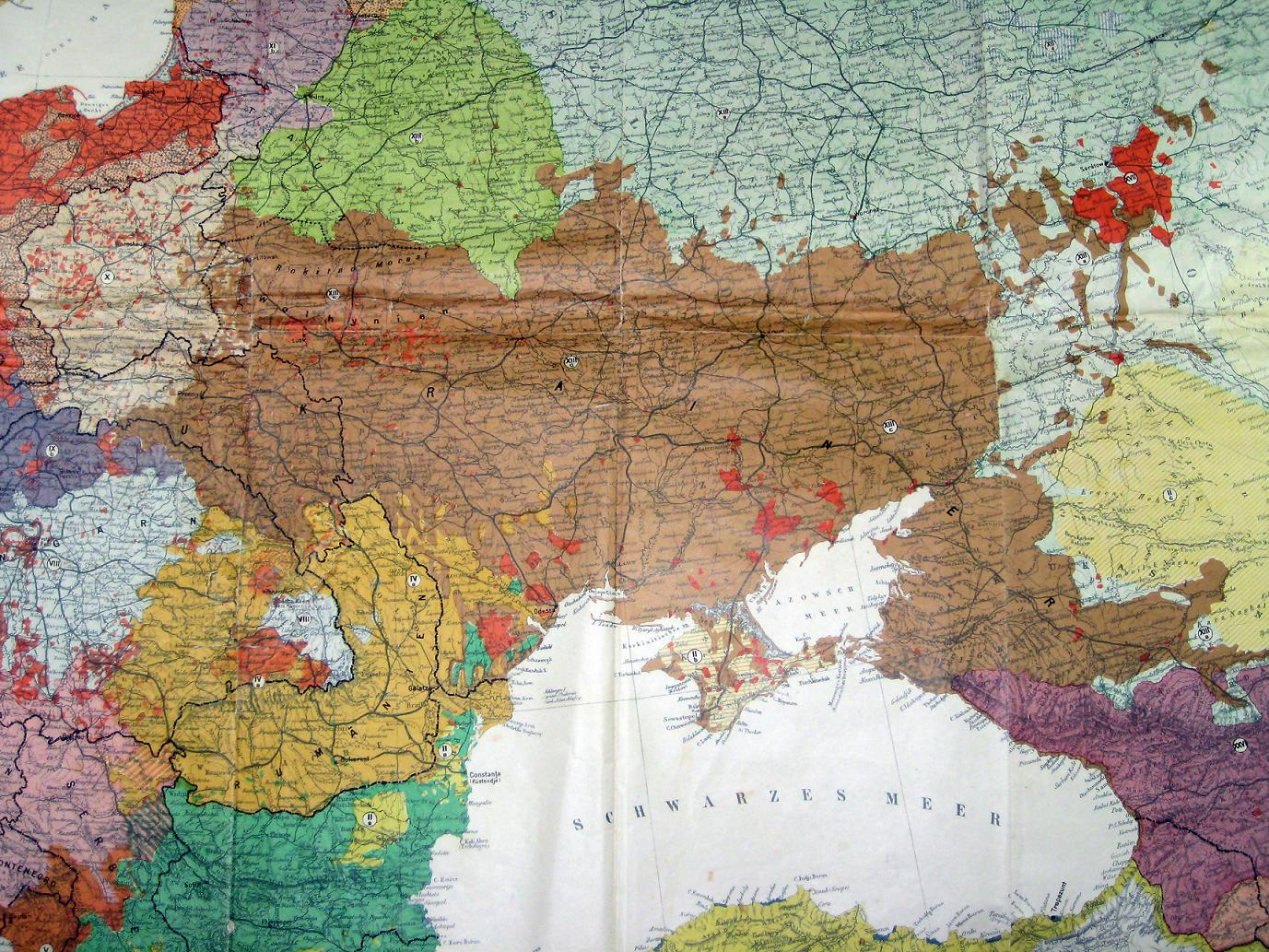
Territori ètnic ucraïnès (on es parlava la llengua ucraïnesa)

L'emperadriu russa Caterina II va persuadir Ciril per tornar a Sant Petersburg i en comptes de l'hetmanship va crear el Segon Petit Col·legi Rus el 1764, el sistema de regiment va ser abolit a Slobozhanshchyna (l'actual Khàrkiv). Per ordre seva, el 1775 els cosacs ucraïnesos van ser destruïts (una part dels cosacs van fugir a través del Danubi, i alguns van ser desallotjats al Kuban), i el 1783 la població ucraïnesa es va transformar finalment en serfs.